# AstroFest
AstroFest – Festival ljetnog solsticija, godišnja manifestacija koja se održava u Višnjanu i okolici uoči ljetnog solsticija. Prvi AstroFest održan je 23. – 25. lipnja 2000. na brdu Rušnjaku, nastavši na tradiciji Messierova maratona koji se tada održavao već šestu godinu zaredom pri višnjanskoj zvjezdarnici. Godine 2006. održan je prvi festival astronomije, vina i glazbe Astrofest, koji su u Višnjanu i na susjednom Tičanu organizirali lokalna turistička zajednica, astronomsko društvo i znanstveno-edukacijski centar. Ovaj se AstroFest koncepcijski razlikovao od prethodnih u tome što je uz uobičajena predavanja o astronomskim temama i motrenju neba teleskopima imao glazbeni i zabavni program, paljenje krijesa, izbor i degustaciju vina itd. Ova je programska koncepcija zadržana na svim sljedećim festivalima, šireći svake godine svoju ponudu. AstroFest 2008., treće izdanje po redu, organizirali su Turistička zajednica Općine Višnjan i Općina Višnjan, Znanstveno-edukacijski centar Višnjan i Astronomsko društvo Višnjan te Institut za poljoprivredu i turizam Poreč. Na dvjema lokacijama, u Višnjanu i na Tičanu, 21. i 22. lipnja 2008. održan je zabavni program, koji je trajao čitavu noć, sačinjen od žonglera, uličnoumjetničkih zabavljača, gutača vatre, baletnih nastupa, plesova i igara s vatrom te novovjekovnih koncerata, duhovne odnosno etnoglazbe i promatranja zvijezda teleskopom.
AstroFest postao je tako okupljalište zaljubljenika u astronomiju kraj svjetski poznate višnjanske zvjezdarnice. Najkraća noć u godini uz koju se po mnogim usmenim predajama vežu mnoga mistična vjerovanja obilježava se u Višnjanu na poseban način. Cjelonoćni glazbeno-scenski program počinje ispraćajem zadnjih sunčevih zraka uvečer, a završava dočekom prvih sunčevih zraka izjutra uz hipnotičke ritmove bubnjeva i stoga Astrofest predstavlja jedinstven događaj koji privlači veliku pažnju ljubitelja neba, zvijezda i duhovne novovjekovne glazbe.

## Kronologija
1. Rušnjak, 23. – 25. lipnja 2000.
2. Rušnjak, 22. – 24. lipnja 2001.[6]
3. Višnjan, 19. – 20. lipnja 2005.
4. Tičan, 21. – 24. lipnja 2006.[7]
5. Tičan, 21. lipnja 2007.
6. Višnjan i Tičan, 21. – 22. lipnja 2008.
7. Višnjan i Tičan, 21. – 22. lipnja 2009.
8. Višnjan i Tičan, 21. lipnja 2010.
9. Višnjan i Tičan, 21. – 22. lipnja 2011.
10. Višnjan i Tičan, 21. – 22. lipnja 2012.
11. Višnjan i Tičan, 21. – 22. lipnja 2013.
12. Višnjan i Tičan, 21. – 22. lipnja 2014.
13. Tičan, 21. – 22. lipnja 2015.
14. Tičan, 21. – 22. lipnja 2016.
15. Tičan, 21. – 22. lipnja 2017.
16. Tičan, 21. – 22. lipnja 2018.
17. Tičan, 21. – 22. lipnja 2019.

## Vanjske poveznice
- službeno mrežno mjesto